# 史丹佛訴肯塔基州案
史丹佛訴肯塔基州案（Stanford v. Kentucky，492 U.S. 361 (1989)）為美國聯邦最高法院所作成的判決，本判決認可對於犯罪時已經年滿16歲的罪犯科處死刑。本判決是在湯普森訴俄克拉何馬州案（Thompson v. Oklahoma）判決作成後一年出爐，該判決認為對於犯罪時15歲的罪犯不能科處死刑，否則將構成殘忍而不尋常的刑罰。2003年時，肯塔基州長 Paul E. Patton 將凱文·史丹佛（Kevin Stanford）從死刑減為終身監禁，而聯邦最高法院於2年後作成的羅珀訴西蒙斯案判決所有的少年犯均應免於被科處死刑。

## 本案背景
本案被告凱文·史丹佛於其大約17歲4個月時，因為在傑斐遜縣射殺了20歲的巴貝爾·波爾（Barbel Poore）而觸犯了殺人罪。史丹佛與其同夥在他們搶劫了一間加油站以後，便將在加油站內的職員巴貝爾強姦數次。他們之後載著她到加油站附近一處隱蔽的地點，接著史丹佛便朝其面部近距離先開一槍後，從其後腦再開一槍。這次搶劫總共搶了大約300盒香菸、2加侖的汽油以及一些現金。
在史丹佛被逮捕後，肯塔基州少年法院便進行聽訟，以決定是否將史丹佛改依一般訴訟程序審理。在考量其犯行之嚴重程度以及史丹佛過去少年犯罪的前科後，法院認為改依一般訴訟程序審理對於史丹佛和整個社會較為有利。
史丹佛之後被判定成立殺人罪、一級強姦罪、一級強盜罪，並且被判處沒收贓款、死刑以及45年的有期徒刑。肯塔基州最高法院維持了死刑判決，拒絕了史丹佛所主張「其基於憲法上的權利所應有之對待。」
該院認定，相關紀錄證明，「在少年司法體系中，並沒有適合上訴人的處置和待遇」，少年法院在史丹佛應適用通常訴訟程序的決定上並沒有錯誤。

## 言詞辯論
本案於1989年3月27日進行言詞辯論，在進行辯論前，法院之友美北浸禮會、美國兒童福利聯盟以及西維吉尼亞教會提出了意見書希望本案判決獲得逆轉。而肯塔基檢察官以及數個其他州的檢察官則提出支持本案判決的意見書。
另外，法院之友美國律師協會、美國青少年精神病學會（American Society for Adolescent Psychiatry）、國際人權團體（International Human Rights Group）和國際特赦組織也分別提出了意見書。
本件被告史丹佛和威爾金攻防的重點在對於犯罪時尚未成年之被告科處死刑，是否構成美國憲法第八修正案所稱之「殘忍且不尋常的刑罰」。

## 參照
1. ↑  FindLaw for Legal Professionals: (Brief for) 492 U.S. 361 (Accessed 13-November-2007). http://caselaw.lp.findlaw.com/cgi-bin/getcase.pl?court=US&vol=492&invol=361 （页面存档备份，存于）